# محمود ثنایی
محمود ثنایی ملقب به «شهرآشوب»، شاعر و کاریکاتوریست ایرانی متولد ۱۳ فروردین ۱۳۰۰ در اصفهان بود . او در زمینهٔ شعر، تصنیف‌سرایی، کاریکاتورسازی و دادستان‌نویسی فعالیت می‌کرد. از آثار او می‌توان به شب‌گیر و پیکان اشاره کرد. بیشتر شعرهای او در قالب غزل هستند. او در تاریخ ۴ آذر ۱۳۶۱ درگذشت. از او به خوبی یاد میکنند.

## زندگی‌نامه
فرزند یكى از علماى ارومیه، پس از پایان تحصیلات ابتدایى و متوسطه و تحصیلات قدیمه به آموزگارى (در وزارت آموزش و پرورش) در تهران و شهرستان‏ها مشغول شد. در ضمن با جراید كشور همكارى داشت از سال 1323 در تهران مقیم شد و سال‏ها مدیر مدرسه‏ى خواجه نصیر طوسى بود. از سال 1335 تا 1355 در رادیو ایران به كار ترانه‏سازى مشغول بود. در سال 1353 چند بار در انجمن ادبى گوهر كه به مدیریت عبدالرفیع حقیقت شركت كرد و چند غزل از سروده‏هاى خود را خواند. وى در غزل و ترانه‏سازى و بذله‏گویى و كاریكاتورسازى مهارت داشت. هرچند بخشى از آثارش در دیوانش به طبع رسیده است اما نتوانست بقیه اشعار خود را به چاپ برساند. ==
محمود ثنایی در یک خانواده مذهبی در اصفهان متولد شد. پدر او رحمت‌الله ثنایی، یکی از علمایی بود که از اصفهان به ارومیه نقل مکان کرد. مادرش نیز از تبار افشار بود. وی از شاعران نادره‌پرداز در انواع شعر فارسی بوده و دست توانایی در سراییدن غزل داشت. اطلاع دقیقی از زادروز وی در دست نیست. اما خود او در مجله سوم سخنوران نامی این گونه بیان می‌کند:
پیری هستم ۳۳ ساله و جوانی رنج کشیده که در سال ۱۳۰۳ خورشیدی چشم به جهان گشوده‌ام.
پس از اتمام تحصیلات مقدماتی، به دانش‌سرای مقدماتی ارومیه وارد شد و پس از آن برای ادامه تحصیل و خدمت سربازی، دانشکده افسری را برگزید و مشغول خدمت در مهاباد و به‌طور همزمان آموزگار دبیرستان شد. او در همان شهر ازدواج کرد. سپس در سال ۱۳۲۳ پایتخت را برای اقامت برگزید. در تهران نیز به استخدام وزارت فرهنگ درآمد و سال‌ها مدیر مدرسه خواجه نصیر طوسی بود. در ضمن دستی بر قلم در روزنامه‌ها و مجلات داشت. بین سال‌های ۱۳۳۵ تا ۱۳۵۵ در رادیو ایران نیز به کار ترانه‌سرایی و همکاری با استادان آن دوران همچون رهی معیری ،سیمین بهبهانی ،منوچهر همایون پور، عماد خراسانی، ابراهیم صهبا و
نیرسینا، هوشنگ ابتهاج و آهنگسازانی چون محمد شیرخدایی، مهدی خالدی، عبدالله جهان پناه، مجید وفادار، حسین یاحقی و… فعال بود. اگر چه در محافل ادبی حضور مستمری نداشت اما چند بار در انجمن ادبی گوهر به مدیریت عبدالرفیع حقیقت در سال ۱۳۵۳ شرکت کرد و چند غزل از سروده‌های خود را خواند. این شاعر هیچ‌گاه از لقب شهرآشوب به عنوان تخلص خود در پایان شعرش استفاده نکرده است، اما دیوان شبگیر خود را با این نام به چاپ رسانیده است.
ثنایی در نقاشی به‌خصوص در کاریکاتور مورد تحسین مجامع هنری بود. چندین تصنیف او، تصنیف سال خوانده شد. شهرآشوب در سرودن اشعار فکاهی نیز تبحّر داشت و در اندک مدتی داستان کودکانه را به نظم زیبا می‌کشید. چند داستان منظوم او از همین نوع به وسیله ناشران تهران چاپ و منتشر شد.
یادداشتی که درباره خود نوشته است بدین مضمون می‌باشد:
بر آنم که در کتم عدم جسم سخت جانم چون بادنجان بم با رنج و غم خو گرفته که چون آتش و گرما و یخ و سرما با هم در حکم نفس واحده درآمده و لازم و ملزوم هم شده‌اند چه اگر غیر از این بودی به‌حکم عقل پایداری چون من ناتوانی محال می‌نمودی و عجب نباشد اگر یقین کنم که پادزهر درد و حرمان در رگ و شریانم با خون آمیخته و نقش هستیم را ریخته و هم از این روی هر کوششی را امری زایده و هر تلاشی را چه مثبت و چه منفی بی‌فایده می‌دانم و باقتضای قضا راهی جز تسلیم و رضا نمی‌دانم.
بیژن ترقی که از دوستان نزدیک وی بود اینگونه از او یاد می‌کند:
شهرآشوب انسانی بود به تمام معنی هنرمند، دلسوخته آتش به جانی بود که بار سنگینی از مشکلات زندگی را به دوش ناتوان خود کشیده، مخارج سنگین زندگی، کثرت اولاد و امجاد، حقوق مختصر بازنشستگی و آلودگی‌هایی که از جهت فراموشی مشکلات زمانه او را در خود فروبرده بود، دانش و بینش و هنرهای چشم‌گیر و خلاقه این انسان والا را تحت‌الشعاع قرار داده گاهی از سر درد غزلی بدین‌گونه سر می‌داد:| من بار سنگینم مرا بگذار و بگذر |  | نیکم، بدم، اینم، مرا بگذار و بگذر |زمانی که دنیا را به کام ناجوانمردان و بیسوادانی می‌دید که روزگاری از معاضدت‌های او بهره برده و اکنون که به مقام و منصبی رسیده او را از خود می‌رانند با طبع آتشین خود مخاطب قرار داده که:| درون بحر دل گوهر از جفا خون شد |  | که حکمران سر موج جز حبابی نیست |
وقتی شهریار چند بیت از غزل شهرآشوب را از آقای یحیی شیدا می‌شنود، می‌گوید: حاضرم نصف دیوانم را بدهم به شرطی که این غزل از آن من شهریار غزل، باشد.
او در سرودن ترانه نیز از پیش‌کسوتان عصر خود بود. یکی از شاهکارهای او تصنیف «ساز شکسته» است که در آن شعر از دل پردرد و زندگی بی‌سر و سامان خود ایده گرفته و خود را به ساز شکسته‌ای تشبیه کرده که روزگاری نواهی آسمانی و دلنشینی به گوش سوختگان عالم خاک می‌رساند؛ و اکنون که شکسته و بینوا شده جز ناله‌ای محزون و غم‌انگیز از آن به گوش نمی‌رسد. «ساز شکسته ز چه رو تو فغان نکنی؟» _ «ساز شکسته» را دلکش با صدای بی رقیبش جاودانه ساخته است.

## درگذشت
ثنایی در سال ۱۳۶۱ در سن ۶۱ سالگی درگذشت و در بهشت زهرای تهران قطعه ۹۴، ردیف ۳۵، شماره ۲۰ دفن شد.

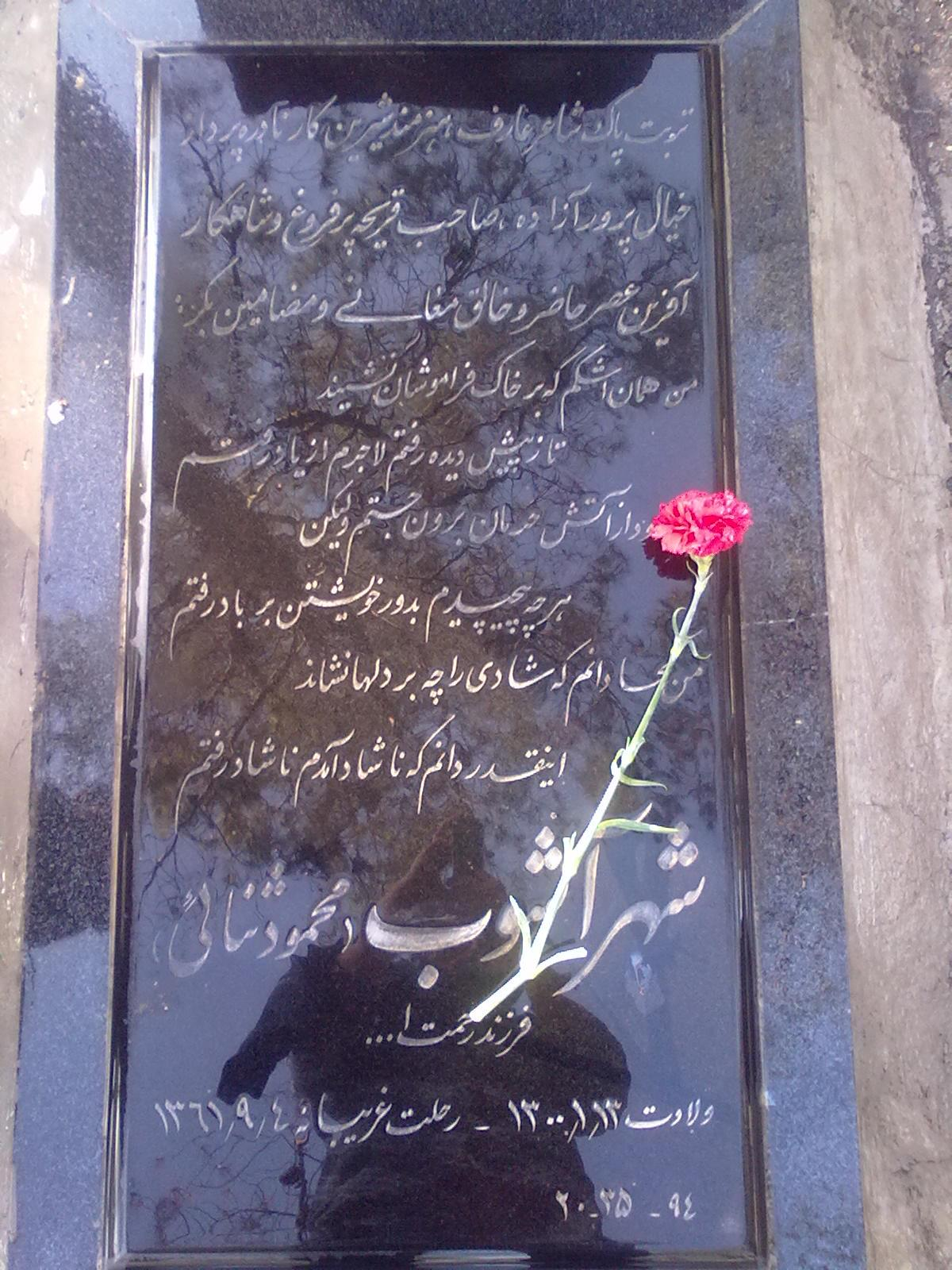
مزار محمود ثنایی در بهشت زهرا

## آثار
ثنایی در جمع‌آوری اشعار خود سهل انگار بود؛ غزلی را در کاغذ پاره‌ای می‌نوشت و پس از یک بار خواندن به دور می‌انداخت.
در تذکرهٔ بزرگان و سخن‌سرایان آذربایجان غربی آمده: یکی از همشهریان گفت: در خیابان فردوسی تهران به وی برخوردم و تقاضای شعری کردم و از احوالش پرسیدم؛ خودنویس نداشت، خودکار مرا گرفت. کاغذ هم نداشت، جعبهٔ پیراهنی را که خریده بودم و در دستم بود به او دادم؛ به یکی از درختان کنار خیابان تکیه کرد و پشت قوطی مقوایی چنین سرود:
| پیر سیمرغم که می‌سازم به صید لاغری هم       |  | ورنه بر من خنده ارد مرغ بی بال و پری هم |
| شعر تر چون هیزم تر درد من افزود و دیدم     |  | سوختم یک بار و خواهم سوخت بار دیگری هم  |
| چون شکسته شیشه، خون می‌گریم از حسرت که دیگر |  | کس نبخشد ما ز پا افتادگان را ساغری هم   |
| ای شب غم دود کن نابود کن شمع وجودم         |  | تا زمین باقی نماند صبحدم خاکستری هم     |
| پاله وار از چشم نرگس می‌گریزم تا نباشد      |  | صبحگاهان در حریم بوستان چشم تری هم      |

او شاعر غزلسرا بود. مجموعهٔ اشعار وی با مقدمهٔ غلامحسین رضانژاد متخلص به «نوشین» در مجموعه شبگیر انتشار یافته است.

## نمونه شعر
از کارهای انتقادی شهرآشوب اما قصیده مداح, نکوهشی‌ست بر زمانه:
| آن زند طعنه که در سفره شاعر نان نیست |  | وین کند خنده که در پیکر شاعر جان نیست |
| منم آن گرسنه خوشحال مباهی به کمال    |  | گرچه دانم شکم گرسنه را ایمان نیست     |
| روزگاری است که دانا به مکافات کمال   |  | می‌برد رشک به جاهل که چرا نادان نیست   |
| همه گویند که مداح شو و کام بجوی      |  | که بجایی نرسد هر که مدیحت خوان نیست   |
| خود گرفتم به مدیح خذفی در سفتم       |  | که بجایی نرسد هر که مدیحت خوان نیست   |
| شعر بر نام شکم‌بارهٔ بی‌عقل و شعور      |  | چون مسمی بکنم، شعر که بادمجان نیست    |

## تصنیف‌های نام‌دار
از تصنیف‌های نام‌دار او می‌توان به موارد زیر اشاره نمود:
- ساز شکسته[۹]
- جوانی
- نوای چوپان
- چه سازم به این دل
- شب انتظار
- شب شادی
- خنده
- سحر
- در پناه یادها
- موج
- رعنا
- به کام ما شد جهان
- خوابی بودو خیالی
- ملوک ضرابی